# Bogowie i psy
Bogowie i psy (hiszp. Dioses y perros) – hiszpański dramat sportowy z 2014 roku w reżyserii Davida Marquésa. Scenariusz został napisany przez Davida Marquésa i Jesúsa Martíneza Balmacedę.
Zdjęcia kręcono w Madrycie. Premiera filmu odbyła się 10 października 2014 w Hiszpanii.

## Opis fabuły
Pasca (Hugo Silva) mieszka w Madrycie w dzielnicy Vallecas. Prowadzi monotonne życie, opiekując się swoim niepełnosprawnym bratem i wspierając swojego najlepszego przyjaciela, alkoholika, który w przeszłości był bokserem. Życie bohatera zmienia się, kiedy poznaje Adelę (Megan Montaner), młodą nauczycielkę.

## Obsada
Opracowane na podstawie materiałów źródłowych.
- Hugo Silva jako Pasca
- Megan Montaner jako Adela
- Juan Codina jako Fonsi
- Elio González jako Toni
- Enrique Arce jako Colomo
- Miriam Benoit jako Carmela
- Ricard Sales jako Mario
- Lucía Álvarez jako Gloria
- Víctor Palmero jako Jaro
- Javier Sesmilo jako bandyta
- Adrián Gordillo jako bandyta 2
- Albert Forner jako Chucho
- Héctor Montoliu jako zakładający się mężczyzna
- José Antonio Romero jako organizator
- José María Agui jako organizator 2
- Israel Santiago jako napastnik
- David Ventura jako napastnik 2
- Rubén Tejerina jako Bolsas
- Rodrigo Delgado jako Óscar
- Jero García jako Rumano
- José Luis Jiménez jako Fermín
- Elena Román jako kelnerka